# ميخائيل لا روزا
ميخائيل لا روزا (10 أبريل 1991 في بلجيكا - ) هو لاعب كرة قدم بلجيكي في مركز الوسط. لعب مع K. Patro Eisden Maasmechelen ‏ وMVV Maastricht ‏.

## وصلات خارجية
- ميخائيل لا روزا على موقع قاعدة بيانات كرة القدم.إي يو (الإنجليزية)